# Російська православна старообрядська церква
Російська Православна старообрядницька Церква, Білокриницька згода, Білокриницька ієрархія (РПСЦ, до 1988 року — «Древлеправославна Церква Христова») - найбільша деномінація російського православного старообрядництва у світі. Центр РПСЦ розташовано у Москві у Будинку-причта на Рогозькій слободі.

## Історія РПСЦ
РПСЦ виникла 1666 внаслідок розколу РПЦ та проклять старих обрядів Московськими соборами 1666 й 1667 років.
Відразу після розколу РПЦ почали формуватися кілька визначних центрів попівщини: із 1660-х рр. — Керженець (Нижньогородська губ.), із серед. 18 ст. — Стародубщина (Чернігівська губернія), із 1790-х рр. — Іргіз (Саратовська губ.) та Рогозький центр у Москві, із 1840-х рр. — Біла Криниця (Герцогство Буковина), із 1860-х рр. — Куренівське тримонастир'я (Подільська губернія).
Відсутність повної церковної ієрархії хвилювала старообрядців; пошуки архієрея, готового перейти у старообрядство, тривали протягом усього 18 ст. Питання про відтворення трьохчинної ієрархії було поставлене московським і петербурзьким купецтвом у 1830—40-ві рр. Внаслідок жорстоких гонінь реалізувати це питання в межах Російської імперії було неможливим. Російські мільйонери-старовіри В.Рахманов, Ф.Рахманов, К.Солдатенков, С.Громов та ін. взялися до заснування церкви за кордоном, зокрема в підвладному династії Габсбургів с. Біла Криниця (нині село Глибоцького району Чернівецької обл.). 27 жовтня 1846 у Свято-Покровському храмі Білокриницького чоловічого монастиря відбувся знаменний собор, осн. питанням якого стало приєднання до старообрядської церкви босно-сараєвського митрополита Амвросія (Поповича). 18 січня 1847 в Білій Криниці відбулася перша архієрейська хіротонія. У сан єпископа — намісника Білокриницької митрополії — було возведено місц. мешканця Кирила (Тимофієва). 3 січня 1849 на Симбірську кафедру був поставлений перший для Росії єпископ Софроній (Жиров).
Білокриницька церковна ієрархія (див. Білокриницька ієрархія) була визнана світською владою Османської імперії та Австрійської імперії. 18 березня 1876 спеціальна комісія, що була створена при Константинопольській патріархії, визнала правонаступність Білокриницької церк. ієрархії.
1862 Московська духовна рада за підписом провідних російських єпископів видала Окружне послання, яке знаменувало цілу епоху в житті Білокриницької церк. ієрархії, на 80 років розділивши її на окружницьку та протиокружницьку гілки.
Білокриницька церковна ієрархія перетворилася на головну старообрядську конфесію. Наприкінці 19 — на поч. 20 ст. вона отримала підтримку крупної російської буржуазії. У догматичному відношенні РПСЦ мало чим відрізнялася від офіційної державної церкви. Ця ієрархія в цілому сповідує те віровчення, що й РПЦ. Водночас РПСЦ керується правилами та основними принципами, які залишаються практично незмінними з часу прийняття християнства на Русі. На відміну від РПЦ в РПСЦ виключається монополія єпископату та духовенства на церковну владу. Іноді голос мирянина виявляється більш вагомим, ніж думка священства.
В 1917 році Тимчасовим урядом був підготовлений законопроєкт про легалізацію в Росії Древле-Православної церкви, що має Білокриницьку ієрархію. Але через повалення Тимчасового уряду в ході Жовтневого перевороту, він не набув статусу закону.
На час розпаду СРСР у державі налічувалося лише 112 громад РПСЦ. Під тиском комуністичних гонінь у багатьох регіонах СРСР старообрядство зникло взагалі.

## Поширення РПСЦ
Нині РПСЦ є найбільшою старообрядською конфесією світу і другою за чисельністю православною інституцією в РФ. Вона налічує близько 500 як зареєстрованих, так і не зареєстрованих, громад, які головно зосереджені в РФ, Україні та Румунії, а також Білорусі, Італії, США, Канаді, Австралії та ін.
Найбільш презентативними районами проживання білокриницьких старообрядців у Росії є: Нижньогородська, Московська, Костромська області, Алтайський, Пермський краї та Удмуртія; в Україні — Одеська, Чернівецька, Вінницька та Хмельницька області.
Під омофором Московського та всієї Русі митрополита перебуває 10 єпархій.
Одною з єпархій РПСЦ була Київська і всієї України єпархія, яку окормлював архієпископ Никодим (Ковальов). Вона налічує близько 60-ти парафій і має 2 монастирі: у с. Біла Криниця (Чернівецька обл.) та с. Куренівка (Чечельницького району Вінницької обл.). 01 листопада 2022 року в Україні зареєстровано самостійний релігійний центр та перейменовано Управління Київської і Всієї України Єпархії Руської Православної Старообрядницької Церкви на Древлеправославну Церкву України.
За кордоном діє братня Російська православна старообрядська церква в Румунії, яку очолює митрополит Білокриницький та всіх давньоправославних християн Леонтій (Ізотов). Після завершення Німецько-радянської війни 1941-1945 офіційна резиденція митрополита Білокриницького перемістилася із с. Біла Криниця до м. Браїла (Румунія). 
У віданні московського митрополита перебувають віруючі старообрядці Росії, країн Співдружності Незалежних Держав, Балтії та Закавказзя. 
У віданні білокриницького митрополита — віруючі Румунії та решти країн світу.